# 武蔵野短期大学
武蔵野短期大学（むさしのたんきだいがく、英語: Musashino Junior College）は、埼玉県狭山市広瀬台3-26-1に本部を置く日本の私立大学。1920年創立、1981年大学設置。大学の略称はムサ短。

## 概観

### 大学全体
- 埼玉県狭山市に所在する日本の私立短期大学で、設置主体は学校法人武蔵野学院[1]。
- 1981年に開学。当初は1学科体制だったが、1991年度より一旦、2学科体制に規模が拡大するも、2004年度入学生より開学当初と同じ1学科体制となっている。武蔵野大学や武蔵丘短期大学とは別系列。

### 教育および研究
- 武蔵野短期大学は幼児教育学科が設置されており、短期大学附属幼稚園での「教育実習」も行われている。オーストラリアでの海外研修も実施されている。

### 学風および特色
- 武蔵野短期大学は、旧来の女学校を母体と設立されたことからも、短大創設以来から今なお女子学生を対象とした短大となっている。

## 沿革
- 1920年 東京都日本橋浜町に大橋家政学校が創設される。当時に幼稚園が開設される。
- 1923年 武蔵野高等女学校が設置される。大橋家政女学校を武蔵野家政女学校に改組。
- 1942年 武蔵野高等女学校に改称される。
- 1981年
  - 1月16日 左記を以て文部省[注 2]より短期大学の設置が認可される[2]。
  - 4月1日 武蔵野短期大学が以下の学科体制にて開学する。
    - 幼児教育学科 入学定員150名

  - 同  田健一が初代学長に就任する。
  - 5月1日 学生数[3]/定員[4]
    - 幼児教育学科 211[注釈 1]/150
- 1982年
  - 4月1日 高橋一彦が2代学長に就く。
  - 5月1日 学生数[5]/定員
    - 幼児教育学科 424[注釈 1]/300
- 1986年 長野裕が3代学長に就く。
- 1991年
  - 4月1日 以下の学科を新設する[6]。
    - 国際教養学科 入学定員120名

  - 同 幼児教育学科の入学定員を150→100[7]に減員。
  - 5月1日 学生数[8]/定員[7]
    - 幼児教育学科 303[注釈 1]/250
    - 国際教養学科 120[注釈 1]/120
- 1992年
  - 5月1日 学生数[9]/定員
    - 幼児教育学科 247[注釈 1]/200
    - 国際教養学科 250[注釈 1]/240
- 1999年
  - 4月1日 高橋暢雄が5代学長に就く。
  - 5月1日 学生数[10]/定員
    - 幼児教育学科 277[注釈 1]/200
    - 国際教養学科 301[注釈 1]/240
- 2003年
  - 4月1日 この年度をもって国際教養学科の学生募集を終了とする[注 4]。
- 2005年
  - 3月31日 左記を以て国際教養学科、正式廃止[12]。
- 2009年 宮本一史が6代学長に就く。
- 2019年
  - 9月 高橋暢雄が7代学長に就く。

## 基礎データ

### 所在地
- 埼玉県狭山市広瀬台3-26-1

### 交通アクセス
- 西武鉄道新宿線狭山市駅より西武バスまたはスクールバスが運行されている。

## 教育および研究

### 組織

#### 学科
- 幼児教育学科 入学定員100名

##### 過去にあった学科
- 国際教養学科 入学定員120名[注 5]

##### 取得資格について
- 幼稚園教諭二種免許状と保育士資格が幼児教育学科にて取得できる。

##### 研究
- 『武蔵野短期大学研究紀要』[14]。

## 学生生活

### 部活動・クラブ活動・サークル活動
- 武蔵野短期大学のクラブ活動[15]
  - 体育系：スキー・ダンス・バドミントン・テニス・ゴルフ・ワンダーフォーゲルなどがある。
  - 文化系：茶道・茶道・音楽・コーラス・E・S・S・ペープサート・ボランティアなどがある。

### 学園祭
- 武蔵野短期大学の学園祭は「なでしこ祭」と呼ばれ毎年、10月下旬に行われる[16]。

## 大学関係者と組織

### 大学関係者一覧

#### 出身者
- いとうみく - 児童文学作家
- 久志麻理奈 - タレント

## 施設

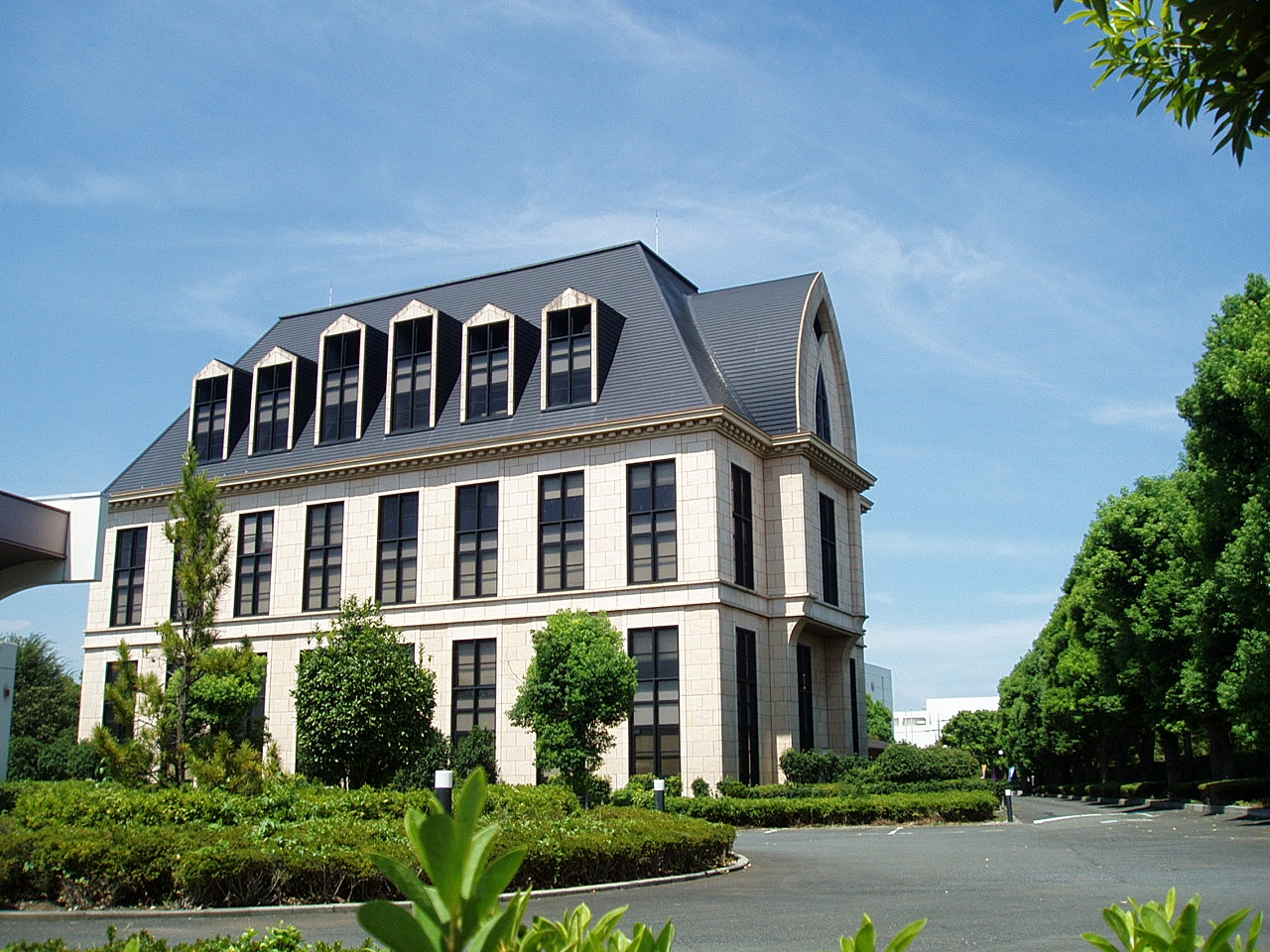
図書館

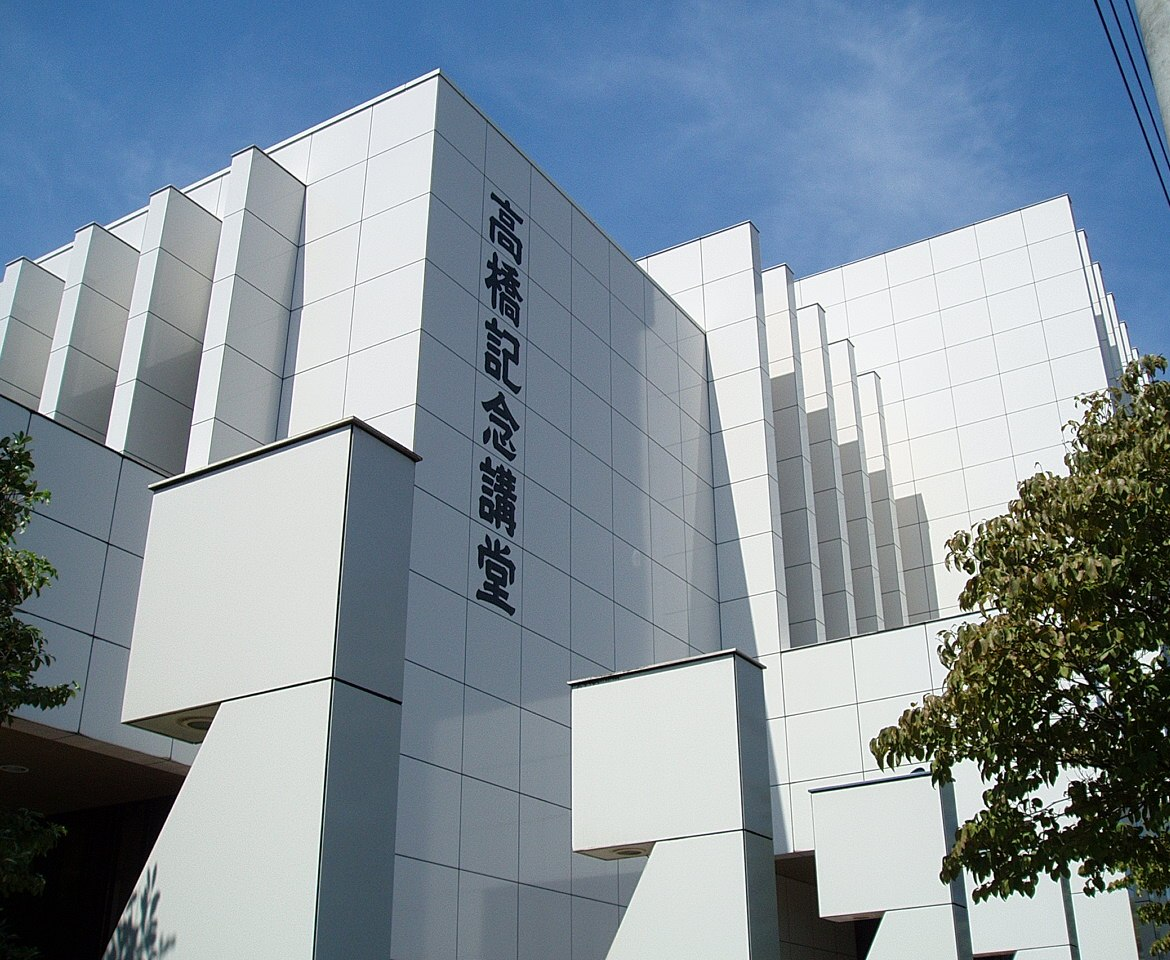
高橋記念講堂

### キャンパス内
- 短大独自のキャンパスは1号館となっている。ほか、体育館・図書館（所蔵数はおよそ64,000冊となっている）・高橋記念講堂・学生食堂・国際交流ホール・屋外プール・テニスコートなどのほか、全国の短大でも珍しく神社（「武蔵野神社」と称する）がある。

### キャンパス外
- 芦ノ湖に其々レジデンスがある。またかつて北海道赤井川村のキロロ地区に其々レジデンスが1995年から2013年まで（2020年売却）あった。

## 対外関係

### 系列校
- 武蔵野学院大学
- 武蔵野中学校・高等学校

## 社会との関わり
- 公開講座が行われている。

## 卒業後の進路について

### 編入学・進学実績
- これまでの実績では、駿河台大学・川村学園女子大学・十文字学園女子大学・淑徳大学・帝京大学・東京経済大学・帝京平成短期大学などがある。

## 附属学校
- 武蔵野短期大学附属幼稚園